# Stitched Up Heart
Stitched Up Heart é uma banda americana de hard rock formada em 2010 em Hollywood, CA.

## Membros
- Mixi Demner : vocal
- Mikey Alfero - guitarra
- Andrew - bateria
- Charlee Conley - baixo

## Discografia

### Álbuns
- Escape the Nightmare
- Skeleton Key
- Finally Free (single)

### Videoclipes
- "Is This the Way You Get to Hell?" (2012)[3]
- "Grave" (2012)[4]
- "Finally Free" (2015)